# Yangla (sockenhuvudort i Kina, Yunnan Sheng, lat 28,94, long 99,13)
Yangla (kinesiska: 羊拉, 羊拉乡) är en sockenhuvudort i Kina. Den ligger i provinsen Yunnan, i den sydvästra delen av landet, omkring 560 kilometer nordväst om provinshuvudstaden Kunming. Antalet invånare är 8 063. Befolkningen består av 3 561 kvinnor och 4 502 män. Barn under 15 år utgör 14,0 %, vuxna 15-64 år 77 %, och äldre över 65 år 8,0 %.
Runt Yangla är det glesbefolkat, med 12 invånare per kvadratkilometer. Det finns inga andra samhällen i närheten. Trakten runt Yangla består i huvudsak av gräsmarker.
Genomsnittlig årsnederbörd är 649 millimeter. Den regnigaste månaden är juli, med i genomsnitt 229 mm nederbörd, och den torraste är december, med 1 mm nederbörd.